# Reichstagswahlkreis Freie und Hansestadt Hamburg 3

Die Wahlkreisaufteilung des Deutschen Reichs.

Der Reichstagswahlkreis Freie und Hansestadt Hamburg 3 (in der reichsweiten Durchnummerierung auch Reichstagswahlkreis 382; auch Reichstagswahlkreis Geest- und Marschlande genannt) war der dritte Reichstagswahlkreis für die Freie und Hansestadt Hamburg für die Reichstagswahlen im Deutschen Reich und im Norddeutschen Bund von 1867 bis 1918.

## Wahlkreiszuschnitt
Der Wahlkreis umfasste die Landgebiete von Hamburg und die Schiffsbesatzungen. Dies waren die Landherrschaften der Geestlande, der Marschlande, Ritzebüttel und Amt und Stadt Bergedorf. Es handelte sich um den bevölkerungsreichsten Wahlkreis im Reich und war eine Parteihochburg der SPD.
| Jahr | Einwohner |
| ---- | --------- |
| 1890 | 298.433   |
| 1895 | 374.331   |
| 1900 | 448.614   |
| 1905 | 559.433   |
| 1910 | 723.392   |

|      | Landwirtschaft | Industrie und Gewerbe | Handel und Dienstleistungen |
| ---- | -------------- | --------------------- | --------------------------- |
| 1895 | 7,6            | 39,6                  | 52,8                        |
| 1907 | 4,4            | 40,0                  | 55,6                        |

|      | Evangelisch | Katholisch |
| ---- | ----------- | ---------- |
| 1890 | 93,1        | 3,2        |
| 1905 | 92,8        | 4,0        |
| 1910 | 92,2        | 4,3        |

## Abgeordnete
| Wahl                                        | Abgeordneter        | Partei  | Bild |
| ------------------------------------------- | ------------------- | ------- | ---- |
| Reichstagswahl Februar 1867 bis August 1867 | Robert Miles Sloman | NLP     | 0    |
| Reichstagswahl August 1867 bis 1871         | Edgar Daniel Roß    | NLP     | 0    |
| Reichstagswahl 1871 bis 1881                | Isaac Wolffson      | NLP     |      |
| Reichstagswahl 1881 bis 1884                | Anton Rée           | DFP     |      |
| Reichstagswahl 1884 bis 1890                | Adolph Woermann     | NLP     |      |
| Reichstagswahl 1890 bis 1915                | Wilhelm Metzger     | SAP/SPD |      |
| Ersatzwahl 1915 bis 1918                    | Heinrich Stubbe     | SPD     | 0    |

## Wahlen

### 1867 (Februar)
Es fand nur ein Wahlgang statt. Die Zahl der gültigen Stimmen betrug 7634.
| Kandidat            | Partei   | Stimmen | in % | Anmerkungen |
| ------------------- | -------- | ------- | ---- | ----------- |
| Robert Miles Sloman | NLP      | 5935    | 0    | 0           |
| Goldenbaum          |          | 1576    | 0    | 0           |
| 0                   | Sonstige | 123     | 0    | 0           |

### 1867 (August)
Es fand nur ein Wahlgang statt. Die Zahl der gültigen Stimmen betrug 2357.
| Kandidat         | Partei   | Stimmen | in % | Anmerkungen |
| ---------------- | -------- | ------- | ---- | ----------- |
| Edgar Daniel Roß | NLP      | 2234    | 0    | 0           |
| 0                | Sonstige | 123     | 0    | 0           |

### 1871
Es fand ein Wahlgang statt. 19.842 Männer waren wahlberechtigt. Die Zahl der abgegebenen Stimmen betrug 5277. Die Wahlbeteiligung betrug 26,6 %.
| Kandidat       | Partei   | Stimmen | in % | Anmerkungen |
| -------------- | -------- | ------- | ---- | ----------- |
| Isaac Wolffson | NLP      | 4928    | 0    | 0           |
| Schallmeyer    | S (Lass) | 292     | 0    | 0           |
| 0              | Sonstige | 57      | 0    | 0           |

### 1874
Es fand ein Wahlgang statt. 23.113 Männer waren wahlberechtigt. Die Zahl der abgegebenen Stimmen betrug 8216, 130 Stimmen waren ungültig. Die Wahlbeteiligung betrug 36,1 %.
| Kandidat       | Partei   | Stimmen | in % | Anmerkungen |
| -------------- | -------- | ------- | ---- | ----------- |
| Isaac Wolffson | NLP      | 4983    | 0    | 0           |
| Hartmann       | S (Lass) | 3044    | 0    | Schuhmacher |
| Bräuer         | S (Lass) | 141     | 0    | Schneider   |
| 0              | Sonstige | 48      | 0    | 0           |

### 1877
Es fand ein Wahlgang statt. 29.179 Männer waren wahlberechtigt. Die Zahl der abgegebenen Stimmen betrug 20.741, 158 Stimmen waren ungültig. Die Wahlbeteiligung betrug 71,6 %.
| Kandidat       | Partei   | Stimmen | in % | Anmerkungen |
| -------------- | -------- | ------- | ---- | ----------- |
| Isaac Wolffson | NLP      | 14.562  | 0    | 0           |
| Breuel         | S        | 6133    | 0    | Buchbinder  |
| 0              | Sonstige | 46      | 0    | 0           |

### 1878
Es fand ein Wahlgang statt. 32.311 Männer waren wahlberechtigt. Die Zahl der abgegebenen Stimmen betrug 21.856, 57 Stimmen waren ungültig. Die Wahlbeteiligung betrug 67,8 %.
| Kandidat       | Partei   | Stimmen | in % | Anmerkungen |
| -------------- | -------- | ------- | ---- | ----------- |
| Isaac Wolffson | NLP      | 14.983  | 0    | 0           |
| Breuel         | S        | 6691    | 0    | Buchbinder  |
| 122            | Kons     | 6691    | 0    | 0           |
| 28             | Zentrum  | 6691    | 0    | 0           |
| 0              | Sonstige | 32      | 0    | 0           |

### 1881
Es fanden zwei Wahlgänge statt. 35.395 Männer waren wahlberechtigt. Die Zahl der abgegebenen Stimmen betrug im ersten Wahlgang 35.182, 111 Stimmen waren ungültig. Die Wahlbeteiligung betrug 59,5 %.
| Kandidat       | Partei   | Stimmen | in % | Anmerkungen   |
| -------------- | -------- | ------- | ---- | ------------- |
| Anton Rée      | DFP      | 8445    | 0    | 0             |
| Isaac Wolffson | NLP      | 6128    | 0    | 0             |
| Breuel         | S        | 6108    | 0    | Buchbinder    |
| Geffecken      | Kons     | 6691    | 0    | Dr. Professor |
| 0              | Sonstige | 83      | 0    | 0             |

In der Stichwahl betrug die Zahl der abgegebenen Stimmen 23.419, 440 Stimmen waren ungültig. Die Wahlbeteiligung betrug 67,8 %.
| Kandidat       | Partei | Stimmen | in % | Anmerkungen |
| -------------- | ------ | ------- | ---- | ----------- |
| Anton Rée      | DFP    | 16.335  | 0    | 0           |
| Isaac Wolffson | NLP    | 7084    | 0    | 0           |

### 1884
Es fanden zwei Wahlgänge statt. 40.338 Männer waren wahlberechtigt. Die Zahl der abgegebenen Stimmen betrug im ersten Wahlgang 25.950, 148 Stimmen waren ungültig. Die Wahlbeteiligung betrug 64,7 %.
| Kandidat        | Partei   | Stimmen | in % | Anmerkungen |
| --------------- | -------- | ------- | ---- | ----------- |
| Dr. Rée         | DFP      | 7288    | 0    | 0           |
| Adolph Woermann | NLP      | 7668    | 0    | 0           |
| Stephan Heinzel | S        | 10.922  | 0    | 0           |
| 0               | Sonstige | 72      | 0    | 0           |

In der Stichwahl betrug die Zahl der abgegebenen Stimmen 30.068, 255 Stimmen waren ungültig. Die Wahlbeteiligung betrug 75,2 %.
| Kandidat        | Partei | Stimmen | in % | Anmerkungen |
| --------------- | ------ | ------- | ---- | ----------- |
| Adolph Woermann | NLP    | 15.424  | 0    | 0           |
| Stephan Heinzel | S      | 14.644  | 0    | 0           |

### 1887
Es fanden zwei Wahlgänge statt. 47.800 Männer waren wahlberechtigt. Die Zahl der abgegebenen Stimmen betrug im ersten Wahlgang 39.252, 150 Stimmen waren ungültig. Die Wahlbeteiligung betrug 82,4 %.
| Kandidat        | Partei   | Stimmen | in % | Anmerkungen |
| --------------- | -------- | ------- | ---- | ----------- |
| Dr. Dränert     | DFP      | 6341    | 0    | 0           |
| Adolph Woermann | NLP      | 15.052  | 0    | 0           |
| Stephan Heinzel | S        | 17.803  | 0    | 0           |
| 0               | Sonstige | 56      | 0    | 0           |

In der Stichwahl betrug die Zahl der abgegebenen Stimmen 39.393, 556 Stimmen waren ungültig. Die Wahlbeteiligung betrug 83,6 %.
| Kandidat        | Partei | Stimmen | in % | Anmerkungen |
| --------------- | ------ | ------- | ---- | ----------- |
| Adolph Woermann | NLP    | 20.069  | 0    | 0           |
| Stephan Heinzel | S      | 19.324  | 0    | 0           |

### 1890
Wie bereits bei den Wahlen 1887 einigten sich die Kartellparteien NLP und Konservative auf einen Kandidaten aus der NLP. Es fand ein Wahlgang statt. Die Zahl der Wahlberechtigten betrug 59.235. Die Zahl der abgegebenen gültigen Stimmen betrug 50.814, 191 Stimmen waren ungültig. Die Wahlbeteiligung belief sich auf 85,8 %.
| Kandidat            | Partei      | Stimmen | in %   | Anmerkungen                      |
| ------------------- | ----------- | ------- | ------ | -------------------------------- |
| Ernst August Hübner | Antisemiten | 87      | 0,2 %  | Buchhändler                      |
| Adloff              | DFP         | 8286    | 16,4 % | Rentier und Gastwirt aus Hamburg |
| Adolph Woermann     | NLP         | 15.928  | 30,1 % | 0                                |
| Wilhelm Metzger     | SPD         | 26.928  | 53,2 % | 0                                |
| 0                   | Sonstige    | 74      | 0,1 %  | 0                                |

### 1893
NLP und FVP einigten sich auf einen gesamtliberalen Kandidaten aus der FVP. Es fand ein Wahlgang statt. Der NLP-Kandidat erhielt keine Unterstützung der NLP. Die Zahl der Wahlberechtigten betrug 78.235. Die Zahl der abgegebenen gültigen Stimmen betrug 58.996, 195 Stimmen waren ungültig. Die Wahlbeteiligung belief sich auf 74,9 %.
| Kandidat        | Partei      | Stimmen | in %   | Anmerkungen |
| --------------- | ----------- | ------- | ------ | ----------- |
| Friedrich Raab  | Antisemiten | 4032    | 6,9 %  | 0           |
| H. von Eicken   | DFP         | 21.245  | 36,1 % | 0           |
| Bleicken        | Kons        | 436     | 0,7 %  | 0           |
| Wilhelm Metzger | SPD         | 32.936  | 56,0 % | 0           |
| 0               | Sonstige    | 110     | 0,2 %  | 0           |

### 1898
Die beiden linksliberalen Parteien stellten einen gemeinsamen Kandidaten aus der FVP auf. Es fand ein Wahlgang statt. Die Zahl der Wahlberechtigten betrug 96.859. Die Zahl der abgegebenen gültigen Stimmen betrug 72.546, 196 Stimmen waren ungültig. Die Wahlbeteiligung belief sich auf 74,9 %.
| Kandidat        | Partei   | Stimmen | in %   | Anmerkungen                         |
| --------------- | -------- | ------- | ------ | ----------------------------------- |
| Dammaschke      | CS       | 82      | 0,1 %  | 0                                   |
| Friedrich Raab  | DSR      | 5515    | 7,6 %  | 0                                   |
| Türkheim        | FVP      | 7593    | 10,5 % | 0                                   |
| Danzel          | NLP      | 16.852  | 23,3 % | Dr. Landgerichtsdirektor in Hamburg |
| Wilhelm Metzger | SPD      | 41.804  | 57,8 % | 0                                   |
| August Bebel    | SPD      | 34      | 0,0 %  | 0                                   |
| Stötzel         | Zentrum  | 362     | 0,5 %  | 0                                   |
| 0               | Sonstige | 108     | 0,2 %  | 0                                   |

### 1903
Die drei liberalen Parteien einigten sich auf einen gesamtliberalen Kandidaten der NLP. Es fand ein Wahlgang statt. Die Zahl der Wahlberechtigten betrug 109.796. Die Zahl der abgegebenen gültigen Stimmen betrug 93.528, 361 Stimmen waren ungültig. Die Wahlbeteiligung belief sich auf 85,2 %.
| Kandidat          | Partei   | Stimmen | in %   | Anmerkungen |
| ----------------- | -------- | ------- | ------ | ----------- |
| Hennigsen         | DR       | 2101    | 2,2 %  | 0           |
| Sieverts          | NLP      | 36.618  | 39,3 % | 0           |
| Friedrich Naumann | NS       | 792     | 0,9 %  | 0           |
| Ludwig Alpers     | RP       | 63      | 0,1 %  | 0           |
| Wilhelm Metzger   | SPD      | 52.353  | 56,2 % | 0           |
| Franz Bitter      | Zentrum  | 1127    | 1,3 %  | 0           |
| 0                 | Sonstige | 113     | 0,1 %  | 0           |

### 1907
Die beiden linksliberalen Parteien einigten sich auf einen Kandidaten der FVg. Es fand ein Wahlgang statt. Die Zahl der Wahlberechtigten betrug 136.700. Die Zahl der abgegebenen gültigen Stimmen betrug 118.334, 481 Stimmen waren ungültig. Die Wahlbeteiligung belief sich auf 86,6 %.
| Kandidat                       | Partei   | Stimmen | in %   | Anmerkungen |
| ------------------------------ | -------- | ------- | ------ | ----------- |
| Max Liebermann von Sonnenberg  | DS       | 422     | 0,4 %  | 0           |
| Carl Julius Braband            | FVg      | 30.569  | 25,9 % | 0           |
| Wilhelm Metzger                | SPD      | 65.461  | 55,5 % | 0           |
| Hermann Louis Theodor Colshorn | Welfen   | 36      | 0,0 %  | 0           |
| Johannes Giesberts             | Zentrum  | 917     | 0,8 %  | 0           |
| 0                              | Sonstige | 92      | 0,1 %  | 0           |

### 1912
Es fand ein Wahlgang statt. Die Zahl der Wahlberechtigten betrug 182.193. Die Zahl der abgegebenen gültigen Stimmen betrug 160.580, 690 Stimmen waren ungültig. Die Wahlbeteiligung belief sich auf 88,1 %.
| Kandidat            | Partei   | Stimmen | in %   | Anmerkungen                  |
| ------------------- | -------- | ------- | ------ | ---------------------------- |
| Friedrich Raab      | DS       | 1237    | 0,8 %  | 0                            |
| Carl Julius Braband | FoVP     | 44.193  | 27,7 % | 0                            |
| Albrecht            | NLP      | 21.645  | 13,5 % | Dr. Rechtsanwalt aus Hamburg |
| Józef Chociszewski  | Polen    | 143     | 0,1 %  | 0                            |
| Wilhelm Metzger     | SPD      | 91.444  | 57,2 % | 0                            |
| Franz Beran         | Zentrum  | 917     | 0,8 %  | Rechtsanwalt aus Hamburg     |
| 0                   | Sonstige | 62      | 0,0 %  | 0                            |

### Ersatzwahl 1915
Nach dem Tod von Metzger war eine Ersatzwahl notwendig. Es fand ein Wahlgang am 29. Januar 1915 statt. Einziger Kandidat war Heinrich Stubbe. Die anderen Kandidaten hielten den Burgfrieden ein.
| Kandidat        | Partei   | Stimmen | in %   | Anmerkungen |
| --------------- | -------- | ------- | ------ | ----------- |
| Heinrich Stubbe | SPD      | 41.583  | 99,8 % | 0           |
| 0               | Sonstige | 68      | 0,2 %  | 0           |